# مونتشيل سور كانتش
مونتشيل سور كانتش (بالفرنسية: Monchel-sur-Canche)‏ هي بلدية تقع في إقليم باد كاليه من منطقة نور با دو كاليه في شمال فرنسا. تبلغ مساحة هذه المدينة 5.06 (كم²)، وترتفع عن سطح البحر 120 م، يبلغ عدد سكانها 63 نسمة حسب إحصاء المعهد الوطني للإحصاء والدراسات الاقتصادية سنة 2009 م. وترأس Bertrand Cléret البلدية خلال فترة (2008-2014).